# Рокетмен
«Рокетмен» (англ. Rocketman) — біографічна музична драма спільного виробництва Великої Британії та США про британського рок-музиканта Елтона Джона. Світова прем'єра стрічки відбулась на 72-му Каннському кінофестивалі 16 травня 2019 року.

## У ролях
| Актор               | Роль         |
| ------------------- | ------------ |
| Тарон Еджертон      | Елтон Джон   |
| Джеймі Белл         | Берні Топін  |
| Річард Медден       | Джош Рейд    |
| Брайс Даллас Говард | Шейла Ейлін  |
| Стівен Грем         | Дік Джеймс   |
| Джемма Джонс        | Айві         |
| Чарлі Роу           | Рей Вільямс  |
| Тейт Донован        | Даг Вестон   |
| Кіт Коннор          | Олдер Реггі  |
| Джиммі Ві           | Артур        |
| Гаррієт Волтер      | Хелена Пієна |
| Стівен Макінтош     | Стенлі       |
| Рейчал Малдун       | Кікі Ді      |

## Сюжет
Одягнений у яскраве диявольське вбрання, Елтон Джон вступає на сеанс реабілітації від залежності, розповідаючи про своє життя у спогадах («The Bitch Is Back»).
Реджинальд Дуайт виріс у Великій Британії 1950-х років, його виховують його неласкава мати Шейла та більш любляча бабуся Айві. Реджинальд цікавиться музикою і сподівається виступити перед своїм батьком Стенлі, який не цікавиться своїм сином («I Want Love»).
Реджинальд починає уроки гри на фортепіано, потрапляючи до Королівської музичної академії. Стенлі кидає свою сім'ю після того, як у Шейли закрутився роман. Реджинальд розвиває інтерес до рок-музики і виступає в місцевих пабах ("Saturday Night's Alright for Fighting"). Ставши дорослим, Реджинальд приєднується до гурту Bluesology, який найнятий для виконання гастрольних американських груп The Isley Brothers і Patti LaBelle and the Blue Belles ("Breaking Down the Walls of Heartache"). Вокаліст Isley Brothers Рональд Айзлі рекомендує Реджинальду писати пісні та залишити своє старе життя позаду, щоб стати відомим артистом. Реджинальд змінює своє ім'я на Елтон Джон, Елтон - ім'я саксофоніста блюзології, а Джона перейняли від Джона Леннона.
Елтон пише музику і намагається досягти успіху на лейблі Діка Джеймса DJM Records під керівництвом Рея Вільямса. Вільямс знайомить Елтона з ліриком Берні Топіном; вони стають друзями і переїжджають до квартири, щоб складати свої пісні («Пісня кордону»). Коли Елтон визнає, що він гомосексуал, він припиняє свої романтичні стосунки з їхньою хазяйкою, і його та Берні виселяють.
Елтон і Берні переїжджають до бабусі Елтона, його матері та її хлопця, де продовжують писати та створювати «Твою пісню». Джеймс влаштовує для них виступ у Трубадурі в Лос-Анджелесі. Елтон нервує перед дебютом, але глядачі сприймають його виступ («Крокодилячий рок»). Елтон в захваті від свого успіху, але відчуває себе покинутим, коли Берні залишає його на вечірці, щоб провести час з жінкою («Крихітна танцівниця»). До нього звертається Джон Рід, музичний менеджер. Вони сплять разом, а пізніше возз’єднуються («Take Me To The Pilot»).
Вплив Ріда на Елтона запускає низхідну спіраль у розпусне життя, в той час як його кар’єра піднімається на нові вершини («Honky Cat»). Елтон розвиває яскравий сценічний образ і стає одним із найуспішніших артистів 1970-х років. Маніпуляція Ріда переростає в зловживання після того, як він стає менеджером Елтона. Рід наполягає, що Елтон видається своїм батькам геєм, тому Елтон відновлює зв'язок зі своїм батьком, який має нову сім'ю, але все ще не цікавиться Елтоном. Розгублений, Елтон телефонує матері і каже, що він гей. Вона каже йому, що вона вже знала, але що він назавжди залишиться нелюбим. Спустошений відмовою батьків, а також зростаючим фізичним та емоційним насильством з боку Ріда, Елтон стає залежним від алкоголю, кокаїну, канабісу, покупок і сексу. Його пристрасті, перепади настрою і неспокійний характер віддаляють його друзів («Чарівник пінболу»).
Елтон ловить Ріда на зраді й розриває їхні стосунки, але Рід залишається його менеджером. Під час вечірки він вживає наркотики та алкоголь і намагається покінчити життя самогубством, стрибнувши у свій басейн. Його терміново доставляють до лікарні, а потім виводять на сцену на стадіоні Dodger Stadium для виступу («Rocket Man»).
Елтон спускається далі в життя наркотиків, алкоголю та самотності («Бенні і Джетс»). У нього недовгий шлюб із близькою подругою Ренате Блауель, але його гомосексуальність прирікає їхні стосунки («Не дозволяй сонцю зайти на мене»). Він посварився зі своєю матір’ю та Берні («Вибачте, здається, найважче слово»). Залежність Елтона від таблеток і алкоголю призводять до серцевого нападу. Усвідомлюючи, що його життя вийшло з-під контролю, Елтон шукає допомоги ("До побачення, дорога з жовтої цегли"). Він потрапляє в реабілітаційний центр і розуміє, що йому більше не потрібна підтримка батьків або Ріда. Елтон відновлює дружбу з Берні, який приносить йому нові тексти. Елтон стурбований тим, що не може виступати чи писати без алкоголю чи наркотиків, але пише «I'm Still Standing» і повертається до успішної кар'єри.
В епілозі зазначається, що Елтон тверезий понад 28 років. Він залишається хорошим друзям з Берні і щасливий у шлюбі з Девідом Фернішем, з яким у нього двоє дітей.

## Створення фільму

### Виробництво
У січні 2012 було оголошено, що Елтон Джон займеться розробкою біографічної стрічки про своє життя. Найкращим кандидатом на його думку був Джастін Тімберлейк. Зйомки фільму тривали з 2 серпня по 31 жовтня 2018 року.

### Знімальна група
- Кінорежисер — Декстер Флетчер
- Сценарист — Лі Голл
- Кінопродюсер — Девід Ферніш, Метью Вон, Адам Болінг, Девід Рейд
- Композитор — Меттью Марджесон
- Кінооператор — Джордж Річмонд
- Кіномонтаж — Кріс Діккенс
- Художник-постановник — Маркус Роуленд
- Артдиректор — Стів Картер, Емілі Норріс, Еліс Волкер
- Художник-декоратор — Кімберлі Фейлі
- Художник-костюмер — Джуліан Дей
- Підбір акторів — Рег Порскаут-Еджертон[6]

## Сприйняття

### Критика
Фільм отримав схвальні відгуки. На сайті Rotten Tomatoes оцінка стрічки становить 90 % на основі 294 відгуків від критиків (середня оцінка 7,7/10) і 88 % від глядачів із середньою оцінкою 4,1/5 (10 351 голос). Фільму зарахований «свіжий помідор» від кінокритиків та «попкорн» від глядачів, Internet Movie Database — 7,7/10 (21 634 голоси), Metacritic — 70/100 (49 відгуків критиків) і 7,4/10 (131 відгук від глядачів).

### Номінації та нагороди
| Нагороди та номінації фільму «Рокетмен» | Нагороди та номінації фільму «Рокетмен» | Нагороди та номінації фільму «Рокетмен» | Нагороди та номінації фільму «Рокетмен» | Нагороди та номінації фільму «Рокетмен» | Нагороди та номінації фільму «Рокетмен» |
| --------------------------------------- | --------------------------------------- | --------------------------------------- | --------------------------------------- | --------------------------------------- | --------------------------------------- |
| Рік                                     | Кінофестиваль/кінопремія                | Категорія/нагорода                      | Номінант                                | Результат                               |                                         |
| 2019                                    | Каннський кінофестиваль                 | «Queer Palm»                            | Декстер Флетчер                         | Номінація                               |                                         |
| 2019                                    | «Золотий трейлер»                       | Найкраща музика                         | Paramount Pictures, Workshop            | Номінація                               |                                         |
| 2019                                    | Teen Choice Awards                      | Choice Drama Movie Actor                | Тарон Еджертон                          | Номінація                               |                                         |
| 2019                                    | «Вибір народу»                          | Улюблений драматичний фільм             | «Рокетмен»                              | Номінація                               |                                         |
| 2019                                    | «Вибір народу»                          | Улюблена зірка драматичного фільму      | Тарон Еджертон                          | Номінація                               |                                         |